# 邓泽永
邓泽永（1962年—），海南乐东人，苗族，中华人民共和国政治人物、全国人民代表大会海南地区代表。

## 生平
早年加入中国共产党。担任海南省万宁市委副书记，市长。2008年起担任全国人大代表。2013年，担任全国人大代表。2018年2月24日，当选为第十三届全国人大代表。